# Phainopepla nitens
El capulinero negro (Phainopepla nitens), también conocido como papamoscas sedoso, es una especie de ave paseriforme de la familia Ptiliogonatidae, es la única especie del género Phainopepla. Se alimenta de bayas, pequeños insectos y frutas.

## Descripción
Es una ave llamativa, de 16–20 cm de longitud, con una notable cresta y una larga cola. Es delgado y tiene una postura erguida cuando se posa. El pico es corto y delgado. El macho es de color negro brillante y tiene un parche blanco en las alas que es visible cuando vuela. La hembra es de color gris y tiene un parche de gris más claro en las alas. Ambos sexos tienen ojos rojos, pero estos son más evidentes en la hembra que en el macho.

## Distribución
Se distribuye tan al norte como el centro California en el valle de San Joaquín y el sur de Utah, hasta el sur y centro de México, en el interior de la región de la Mesa del Centro y el eje Neovolcánico. Puede ser encontrado en zonas calientes, incluyendo oasis desérticos, y se ve fácilmente en los desiertos de Arizona, el sur de Nevada, el sur de California y la península de Baja California.